# Roset Station
Roset Station (Roset holdeplass) var en jernbanestation på Rørosbanen, der lå i Løten kommune i Norge.
Stationen åbnede som trinbræt 23. juni 1862, da den første del af banen mellem Hamar og Grundset blev taget i brug. Den blev imidlertid nedlagt igen allerede 1. marts 1863. 15. maj 1930 åbnede den så som trinbræt for anden gang. Til at begynde med hed den Roseth ligesom den første station, men den skiftede navn til Roset i 1966. Den blev nedlagt 1. juni 1986.
Stationens perron og læskur, der lå lige øst for fylkesvei 168, er fjernet. Der er en niveauoverskæring på stedet.